# دوريان باكستر
دوريان باكستر هو كاهن انجليكاني وسياسي كندي، ولد في 3 أبريل 1950 في كينيا.